# Socimi
Società Costruzioni Industriali Milano - SoCIMi S.p.A. è un'azienda italiana in amministrazione straordinaria attiva nella produzione di armi da fuoco e veicoli per il trasporto pubblico.
Fondata nel 1969 da Alessandro Marzocco, la società fu investita dall'inchiesta di Mani pulite e nel 1992 il Tribunale di Milano ne dichiarò lo stato di insolvenza, ponendola quindi in amministrazione straordinaria e poi, dal 2002, in liquidazione. Nel 2014 è stata depositata dalla Assuntore San Tommaso Uno domanda di concordato.

## Storia

### La nascita
Fondata nel 1969 a Milano dall'ingegnere Alessandro Marzocco, cresce molto rapidamente diventando un partner di grandi aziende come Fiat Ferroviaria, FIAT Iveco, Breda Costruzioni Ferroviarie, BredaMenarinibus e ABB (per quanto riguardava l'allestimento elettrico dei filobus). Essa produceva tram, metropolitane, motori di trazione elettrici per filobus, carrozzerie per autobus e filobus.

### L'attività produttiva
La società aveva due siti produttivi: uno ad Arluno, dove erano presenti più di 80 dipendenti, e lo stabilimento di Binasco, più importante impiegava 350 persone, lo stabilimento centrale di via Varesina, che impiegava 120 persone ed un'ultima sede a Sassari. 
Con l'allargamento del gruppo, rientrarono tra i siti produttivi anche lo stabilimento Fratelli Macchi di Gazzada Schianno, le Officine Padane di Modena (ambedue specializzate nella carrozzeria di mezzi pesanti, soprattutto autobus) e la Franchi di Brescia (produttrice di armi e munizioni).
Il suo fatturato annuo superava i 200 miliardi di lire nel 1990. Le città che acquistarono i filobus Socimi furono Cagliari, Milano, Modena e Salerno. Le uniche città che acquistarono i tram, furono invece Strasburgo e Roma, con alcuni prototipi presenti anche a Milano.

### Il coinvolgimento intangentopolie la chiusura
A seguito di diverse indagini per il coinvolgimento nell'inchiesta Mani pulite, nel 1992 ci fu una confessione da parte dell'ex amministratore delegato, dal quale vennero fuori le rivelazioni su tangenti da parte della Socimi per l'aggiudicazione degli appalti delle società ATM di Milano e ATAC-ACOTRAL di Roma. Le tangenti ammontavano a circa 32 miliardi di lire (corrispondenti a poco più di 16 milioni di euro) versate in 10 anni agli amministratori delegati delle aziende interessate.
Trovatasi in notevoli difficoltà economiche a seguito del coinvolgimento in Mani pulite l'azienda fu dichiarata insolvente nel 1992, venendo posta in amministrazione straordinaria, e terminò le proprie attività nel 1994. Nel 2000 lo stabilimento di Binasco fu rilevato da ATM. Nel suo interno si trovavano le motrici ATAC serie 9000 ancora in fase di allestimento. Alcune vetture furono recuperate mentre per altre di loro si procedette alla demolizione. Nel 2002 l'a.s. passa da un approccio risanatorio ad una gestione liquidatoria e infine nel 2014 viene presentata domanda di concordato dalla società Assuntore San Tommaso Uno, controllata dall'investment company statunitense Värde Partners.

## Prodotti

### Filobus
I mezzi di trasporto principalmente prodotti dalla Socimi erano filobus realizzati su telai Fiat e Iveco, con la sola eccezione di un prototipo costruito su telaio Volvo B59-59.
Alcune caratteristiche erano la presenza di accumulatori per la marcia autonoma, l'installazione del servosterzo - allora assente sulla maggior parte dei filobus costruiti in Italia e che ha portato ad una riduzione dell'uso del filobus come mezzo di trasporto - e, per la maggior parte dei modelli, la presenza di aste di captazione realizzate in fibra di carbonio e dotate di doppi pistoni e carrucole per evitare i cosiddetti "colpi di frusta" dovuti allo scarrucolamento improvviso delle aste.
Le parti elettriche erano fornite da ditte quali Magneti Marelli (motori di trazione) e ABB (elementi di trazione).
- 7534: Filobus da 12 metri realizzato su telaio Volvo e provato nel 1978 a Cremona[4];
- F8801LU/LS: Filobus da 12 metri in allestimento urbano e suburbano per Salerno.
- F8820: Filobus da 12 metri prodotto per Milano;
- F8839: Filobus da 12 metri prodotto per il CTM Cagliari;
- F8843: Filosnodato da 18 metri prodotto per l'ATM Milano;
- F8845: Filobus da 12 metri prodotto per Cagliari;
- F8833: Filobus da 12 metri per Modena;

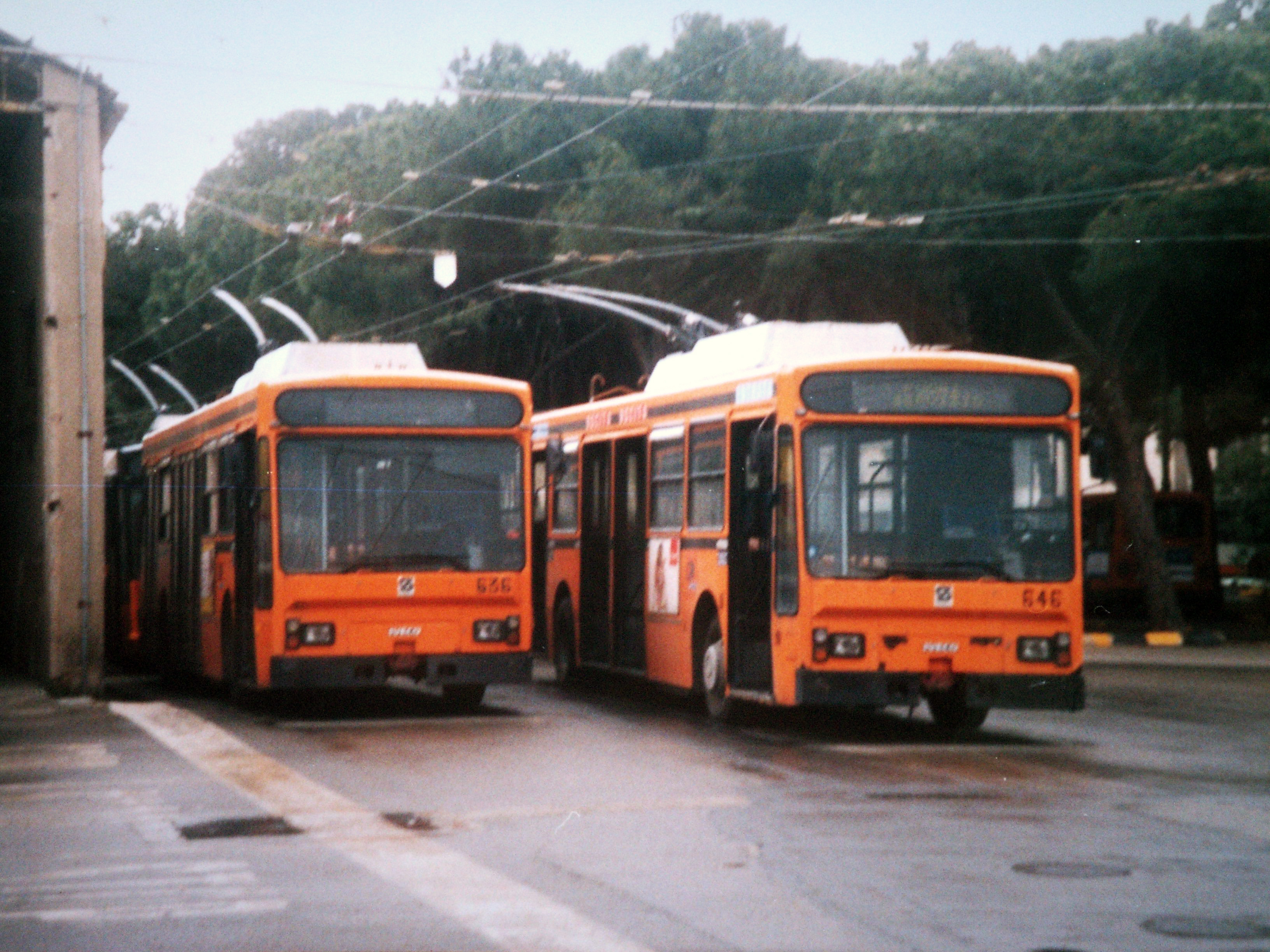
Un Socimi 8839 e un 8845 nel deposito del CTM Cagliari
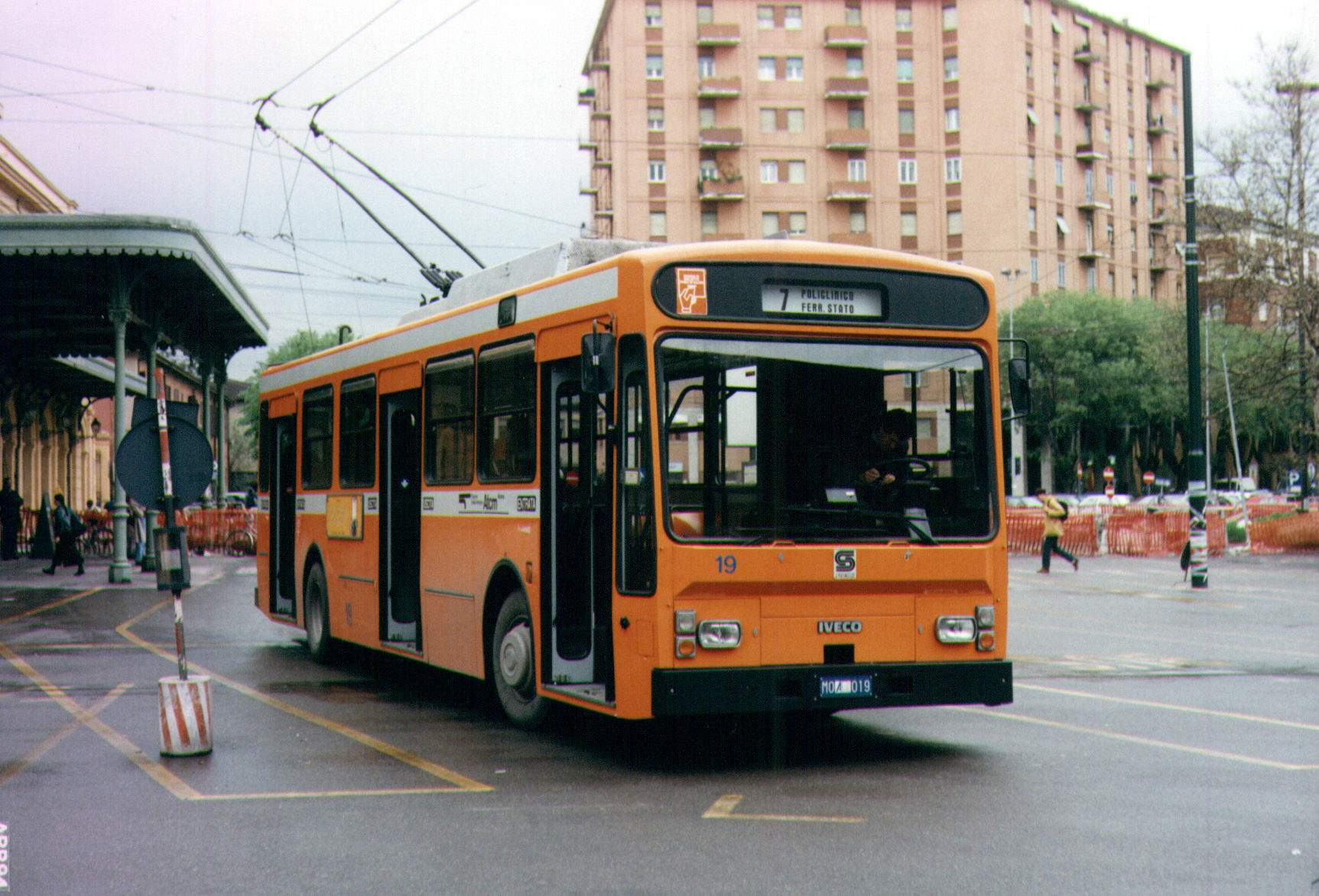
Un Socimi 8833 della SETA a Modena
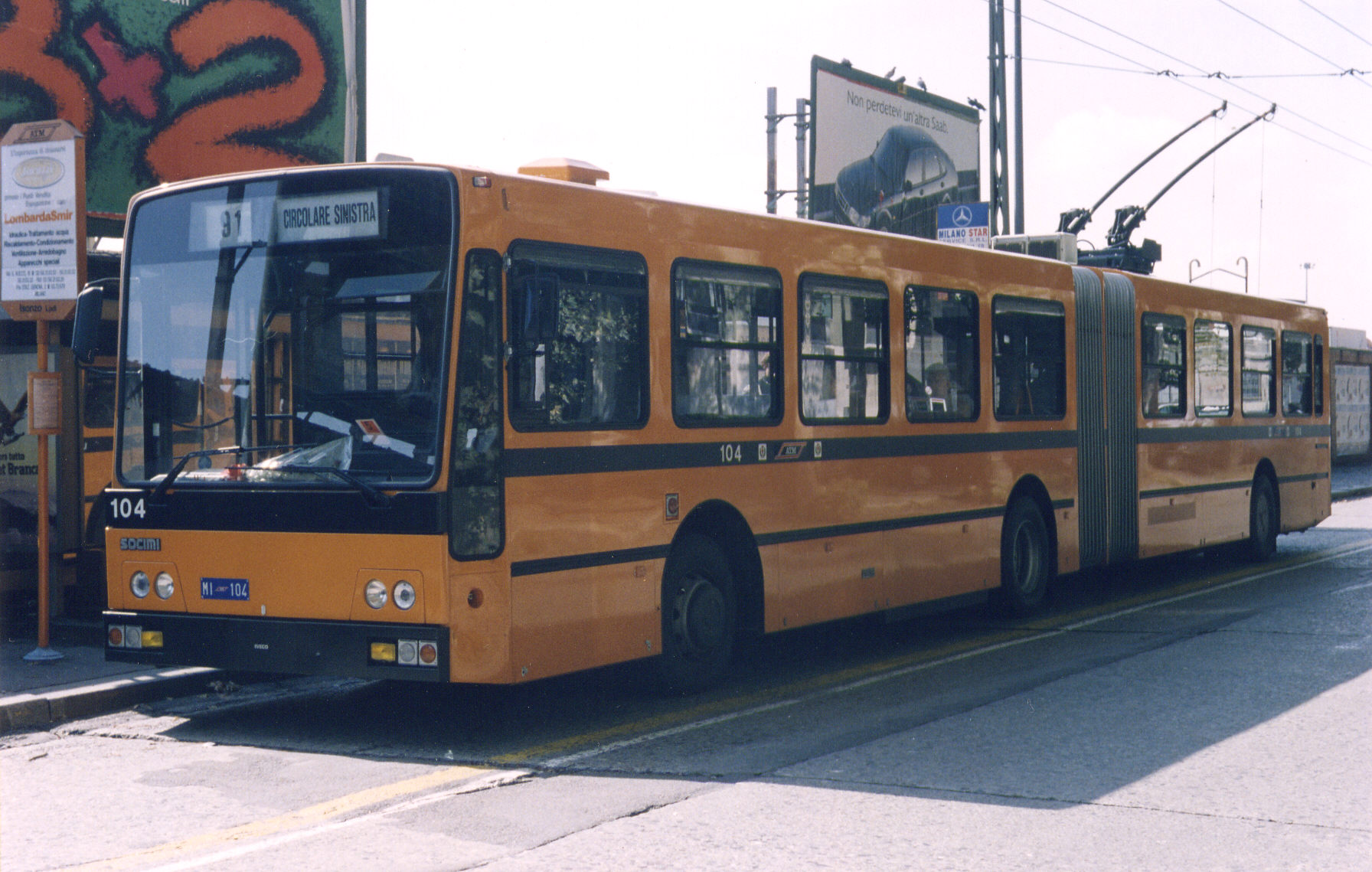
Un filosnodato Socimi 8843 milanese

### Tram
I tram Socimi vennero prodotti principalmente per due città:
- Roma: i tram serie 9000 a pianale parzialmente ribassato[5];
- Strasburgo: in collaborazione con la Bombardier per la costruzione del Flexcity Eurotram.

Nel giugno 1989 la Socimi presentò il prototipo S-350 LRV, primo tram al mondo a pianale ribassato per tutta la lunghezza del rotabile. Immatricolato dall'ATM di Milano con il numero 5001 e brevemente provato sulla rete tranviaria meneghina, non entrò mai in servizio regolare.

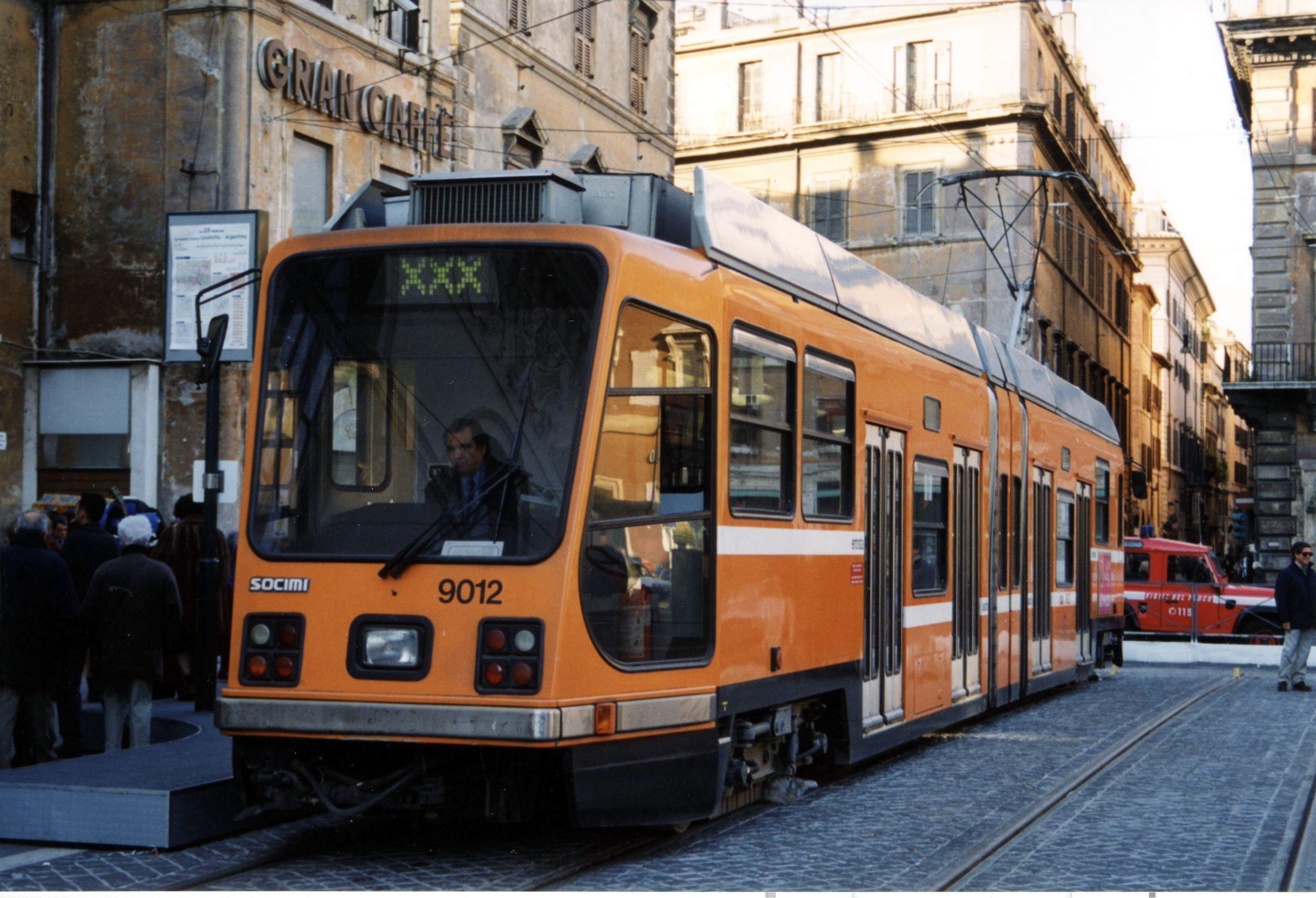
Tram Socimi T8000

### Treni
La Socimi ha costruito anche le carrozze “tipo hinterland” delle Ferrovie Nord Milano (1981-1983), gli elettrotreni EMU300 per la Taiwan Railways Administration (1989) ed elettromotrici per le linee 1, 2 e 3 della metropolitana di Milano (1986-1991). Alcune commesse vennero raccolte anche all'estero.

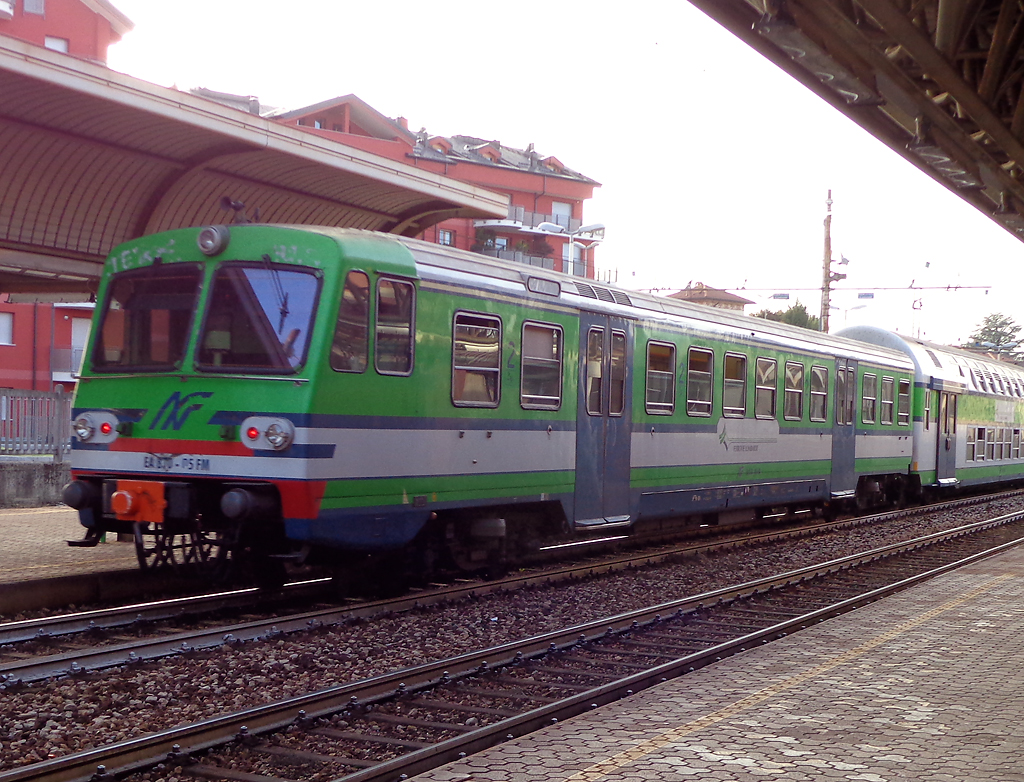
Carrozza semipilota FNM "hinterland" in livrea bianco-verde

### Armi
Produceva anche armi, specialmente fucili; tra queste armi figura la pistola mitragliatrice SOCIMI 821. Nel febbraio 1987 la società rilevò la Luigi Franchi di Brescia dal gruppo Berardi.

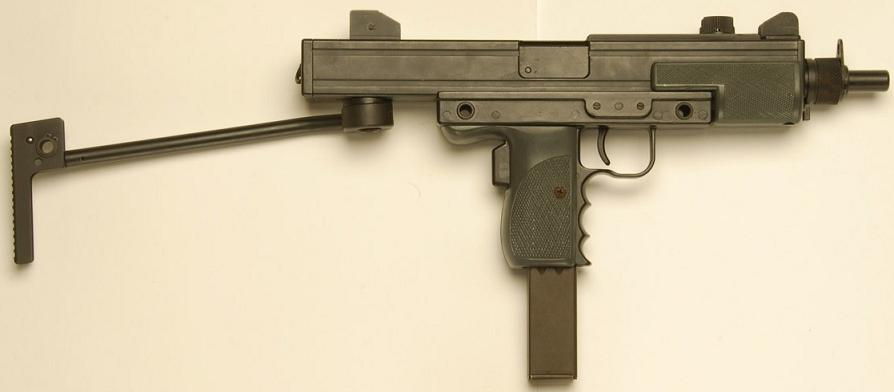
Uno dei modelli Type 821 prodotti dalla Socimi nella sede di Binasco